# Don Byas
Don Byas (Muskogee, 1912. október 21. – Amszterdam, 1972. augusztus 24.) amerikai tenorszaxofonos. Improvizációi jelentős szerepet töltöttek be a kései swing és a korai bebop közötti átmenetben.

## Pályafutása
Byas az 1930-as évek végén több swing zenekarban játszott, köztük Don Redman és Andy Kirk együttesében, majd 1941-ben tenorszaxofonos szólista lett Count Basienél. Emlékezetes darab maradt a „Swinging the Blues”, a „Royal Garden Blues” és a „Harvard Blues”.
A bebop olyan megújítóival került kapcsolatba, mint Charlie Parker és Dizzy Gillespie.
1946-ban Byas Európába ment és már élete végéig Franciaországban, illetve  Hollandiában és Dániában élt. Szabadúszóként dolgozott, gyakran turnézott, felvételeket készített, és mindössze egyszer látogatott el az Egyesült Államokba, egy turnéra (1970).

## Albumok
- The Immortal Charlie Christian (1939-1941; 1980)
- Quintessential Billie Holiday, Volume 8 (1940)
- Harvard Blues (with Count Basie (1941)
- Sugar Blues (with Basie (1942)
- „Indiana”, „I Got Rhythm”, „Laura” (Town Hall Concert, 1945)
- Midnight at Minton's (1941)
- Savoy Jam Party: The Savoy Sessions (1944-45)

### Európai lemezei
- Don Byas in Paris (1946-49)
- Those Barcelona Days 1947-1948
- Le Grand Don Byas (1952-55)
- The Mary Lou Williams Quartet featuring Don Byas (1954)
- Don Byas with Beryl Booker (1955)
- A Tribute to Cannonball (with Bud Powell (1961)
- Amália Rodrigues and Don Byas (1973)
- A Night in Tunisia (1963)
- Walkin' (1963)
- Anthropology (1963)
- Autumn Leaves (Les Feuilles mortes, 1965)
- Don Byas Quartet + Sir Charles Thompson (1967)
- Ben Webster meets Don Byas (1968)